# Mount Sidley
Mount Sidley (4285 m n.p.m.) – najwyższy wulkan na Antarktydzie, a także najwyższy szczyt Executive Committee Range. 
Wulkan został odkryty 18 listopada 1934 roku przez amerykańskiego lotnika Richarda Byrda. Szczyt ten jest stosunkowo mało znany wśród alpinistów. Pierwszego udanego wejścia dokonał 11 stycznia 1990 roku Nowozelandczyk Bill Atkinson, który prowadził prace naukowe dla organizacji USAP. Pierwszego polskiego wejścia dokonali Ryszard Pawłowski oraz Tomasz Bryl 17 stycznia 2024 roku. 